# LA to Vegas – A jackpotjárat
Az LA to Vegas – A jackpotjárat (eredeti cím: LA to Vegas) 2018-ban bemutatott amerikai vígjátéksorozat. A sorozat alkotója Lon Zimmet, a főbb szerepekben Kim Matula, Ed Weeks, Nathan Lee Graham, Olivia Macklin, Peter Stormare és Dylan McDermott látható.
Az Amerikai Egyesült Államokban a FOX sugározta 2018. január 2. és 2018. május 1. között. Magyarországon a Humor+ tűzte műsorra 2018. június 29. és október 5. között.

## Cselekmény
Egy fapados légitársaság péntekenként indít járatokat Los Angelesből Las Vegasba, melyek vasárnap térnek vissza. A sorozat a légitársaság alkalmazottjain és utasain keresztül a reménykedés és csalódás kérdéskörét járja körül.

## Szereplők
| Szereplő                      | Színész           | Magyar hang    |
| ----------------------------- | ----------------- | -------------- |
| Veronica "Ronnie" Messing     | Kim Matula        | Bálizs Anett   |
| Colin McCormack               | Ed Weeks          | Varjú Kálmán   |
| Bernard Jasser                | Nathan Lee Graham | Gyurin Zsolt   |
| Nichole Hayes                 | Olivia Macklin    | Csifó Dorina   |
| Artem                         | Peter Stormare    | Nagypál Gábor  |
| David "Dave" Pratman kapitány | Dylan McDermott   | Galambos Péter |

## Epizódok
| Évad | Évad | Részek száma | Részek száma | Eredeti sugárzás | Eredeti sugárzás | Eredeti adó | Magyar sugárzás  | Magyar sugárzás  | Magyar adó |
| Évad | Évad | Részek száma | Részek száma | Évadbemutató     | Évadzáró         | Eredeti adó | Évadbemutató     | Évadzáró         | Magyar adó |
| ---- | ---- | ------------ | ------------ | ---------------- | ---------------- | ----------- | ---------------- | ---------------- | ---------- |
|      | 1.   | 15           | 15           | 2018. január 2.  | 2018. május 1.   | Fox         | 2018. június 29. | 2018. október 5. | Humor+     |

### 1. évad (2018)
| Sor. | Év. | Cím                                             | Rendező              | Író                                    | Premier                                | Nézettség   | Gyártási szám |
| ---- | --- | ----------------------------------------------- | -------------------- | -------------------------------------- | -------------------------------------- | ----------- | ------------- |
| 1.   | 1.  | Bevezető (Pilot)                                | Steven Levitan       | Lon Zimmet                             | 2018. január 2. 2018. június 29.       | 3,76 millió | 1LAS01        |
| 2.   | 2.  | Csaholnak és halnak (The Yips and the Dead)     | Steven Levitan       | Lon Zimmet                             | 2018. január 9. 2018. július 6.        | 2,65 millió | 1LAS02        |
| 3.   | 3.  | Két pasi meg egy pilóta (Two and a Half Pilots) | Beth McCarthy-Miller | Lon Zimmet                             | 2018. január 16. 2018. július 13.      | 2,77 millió | 1LAS03        |
| 4.   | 4.  | Az ügy (The Affair)                             | Linda Mendoza        | Alison Bennett                         | 2018. január 23. 2018. július 20.      | 2,61 millió | 1LAS04        |
| 5.   | 5.  | A medve közössége (The Fellowship of the Bear)  | Don Scardino         | Mathew Harawitz                        | 2018. február 6. 2018. július 27.      | 2,52 millió | 1LAS05        |
| 6.   | 6.  | #RepülőPilóta (#PilotFight)                     | Eva Longoria         | Ian Brennan                            | 2018. február 27. 2018. augusztus 3.   | 2,36 millió | 1LAS07        |
| 7.   | 7.  | Things to Do in Vegas When You're Grounded      | Jeffrey Walker       | Josh Bycel & Jonathan Fener            | 2018. március 6. 2018. augusztus 10.   | 2,08 millió | 1LAS08        |
| 8.   | 8.  | Parking Lot B                                   | Fred Savage          | Danielle Sanchez-Witzel                | 2018. március 13. 2018. augusztus 17.  | 2,05 millió | 1LAS06        |
| 9.   | 9.  | Overbooked                                      | Jaffar Mahmood       | Margee Magee                           | 2018. március 20. 2018. augusztus 24.  | 2,17 millió | 1LAS09        |
| 10.  | 10. | Bernard's Birthday                              | John Riggi           | Jen D'Angelo                           | 2018. március 27. 2018. augusztus 31.  | 1,98 millió | 1LAS10        |
| 11.  | 11. | Jack Silver                                     | Linda Mendoza        | Jason Berger & Amina Munir             | 2018. április 3. 2018. szeptember 7.   | 1,96 millió | 1LAS11        |
| 12.  | 12. | Training Day                                    | Jim Hensz            | Lon Zimmet & Jess Pineda & Jeremy Roth | 2018. április 10. 2018. szeptember 14. | 2,15 millió | 1LAS12        |
| 13.  | 13. | The Dinner Party                                | Melissa Kosar        | Seth Raab & Nicholas Darrow            | 2018. április 17. 2018. szeptember 21. | 1,95 millió | 1LAS13        |
| 14.  | 14. | Captain Dave's on a Roll                        | Jeffrey Walker       | Josh Bycel & Jonathan Fener            | 2018. április 24. 2018. szeptember 28. | 2,05 millió | 1LAS14        |
| 15.  | 15. | The Proposal                                    | Linda Mendoza        | Lon Zimmet                             | 2018. május 1. 2018. október 5.        | 1,70 millió | 1LAS15        |